# Schwarzwald-Bäderstraße
De Schwarzwald-Bäderstraße is een toeristische autoroute in Baden-Württemberg, Duitsland. De 170 kilometer lange route tussen Pforzheim en Freudenstadt loopt door het Zwarte Woud langs verschillende kuuroorden (Waldbronn, Bad Herrenalb, Dobel, Wildbad im Enztal, Baiersbronn).